# Priscilla Presley
 (février 2025).
- Si vous ne connaissez pas le sujet, laissez ce bandeau (vous pouvez alors contacter les auteurs).
- Si vous supprimez le contenu mis en cause (vous pouvez préalablement contacter les auteurs),

argumentez précisément cette suppression dans la page de discussion
(un manque de référence n'est pas un argument ; une recherche réelle de référence doit avoir été effectuée, être formellement documentée).
Pour les articles homonymes, voir Beaulieu et Presley (homonymie).
Priscilla Presley, née Priscilla Ann Wagner le 24 mai 1945 à Brooklyn (New York) et également connue sous le nom de Priscilla Beaulieu, est une actrice, mannequin et écrivaine[Information douteuse] américaine.
Elle est surtout connue comme unique épouse du chanteur Elvis Presley. Le couple donne naissance à leur fille, Lisa Marie Presley, le 1er février 1968. Ils se séparent le 23 février 1972 et divorcent le 9 octobre 1973. Elvis décède 4 ans plus tard.
Priscilla Wagner a un autre enfant, un fils issu de sa relation avec le scénariste Marco Garibaldi (de 1984 à 2006) : Navarone Garibaldi, chanteur et guitariste.
Elle a connu également une carrière d'actrice entre 1983 et 1999, principalement avec la série Dallas et la trilogie Y a-t-il un flic... au côté de Leslie Nielsen.

## Biographie

### Ascendance
Le grand-père maternel, Albert Henry Iversen, est né en 1899 à Egersund, en Norvège et émigre aux États-Unis, où il  épouse Lorraine, d'origine écossaise, irlandaise et anglaise. Leur fille unique, Anna Lillian Iversen, est née en mars 1926. Plus tard, Anna devient Ann et  donne naissance à Priscilla Ann Wagner à l'âge de 22 ans.

### Enfance et adolescence
Le père biologique de Priscilla, James Wagner, pilote, meurt dans un accident d'avion peu après la naissance de Priscilla et sa mère, Anna Lillian Iversen (1926-2021), se remarie avec Paul Beaulieu (1925-2018), un officier de l'US Air Force issu d'une famille franco-canadienne établie dans le Maine, puis dans le Connecticut.
C'est en 1948 qu'Anna Lillian Iversen rencontre un officier de l'armée de l'air étasunienne: Paul Beaulieu, originaire de Québec. Le couple se marie au bout d'un an. Elle devient Anna Beaulieu. Au cours des années suivantes, la famille s'agrandit et déménage à plusieurs reprises, car la carrière de Paul Beaulieu dans l'armée de l'air requiert de nombreux déménagements du Connecticut au Maine en passant par le Nouveau-Mexique. Au cours de cette période, elle s'est décrite comme une petite fille timide, malheureusement habituée à passer d'une base à l'autre tous les deux ou trois ans. Elle a ensuite rappelé à quel point elle se sentait mal à l'aise de devoir déménager si souvent, ne sachant jamais si elle pourrait se faire des amis dans la vie ou si elle s'intégrerait avec les personnes qu'elle rencontrerait au prochain endroit. En 1956, les Beaulieu s'installent à Del Valle, au Texas. En 1959 son beau-père est muté à Wiesbaden, en Allemagne. Priscilla est effondrée en apprenant cette nouvelle mutation, qui impose un nouveau déménagement à sa famille et survient juste après ses premières années du secondaire (Junior High School). Elle est bouleversée à l'idée de laisser derrière elle ses amis et ses relations. Quand les Beaulieu arrivent en Allemagne, ils restent  dans un premier temps à l'hôtel Helene, mais après trois mois, la vie y est devenue trop chère et ils cherchent un logement à louer. La famille s'installe dans un grand appartement d'un immeuble construit bien avant la Première Guerre mondiale. Peu de temps après avoir emménagé, les Beaulieu comprennent qu'il s'agit d'une maison de passe, mais étant donné le manque de logements, ils n'ont d'autre choix que d'y rester[réf. nécessaire].
C'est le 13 septembre 1959, à Bad Nauheim (Allemagne), où Paul Beaulieu est affecté, que Priscilla fait la rencontre d'Elvis Presley qui accomplit son service militaire à la base de Ray Barracks, à Friedberg (Hessen). Elle a 14 ans (mais se dit très mature pour son âge), Elvis en a 24. Les parents de Priscilla lui donnent la permission de minuit et laisse Currie Grant l'accompagner à une soirée organisée par Elvis. Ils sont contrariés par son retour au-delà de l'heure fixée la nuit de cette première rencontre. Ils insistent sur le fait qu'elle ne doit pas revoir Elvis. Cependant, ils changeront d'avis lorsque Elvis leur rendra visite et leur promettra de veiller à ce que leur fille ne rentre plus jamais en retard à la maison. La fréquence à laquelle Priscilla et Elvis se verront durant les quelques mois restants avant le retour d'Elvis aux États-Unis, le 2 mars 1960, reste inconnue. Au moment du départ d'Elvis, Priscilla est aussitôt inondée de demandes d'interviews de médias du monde entier. Sa photo est publiée dans la presse, notamment dans le numéro spécial du magazine Life le 14 mars 1960. Priscilla y est présentée comme la fille qu'Elvis a laissé derrière lui (the girl he left behind). Elle reçoit des courriers de fans d'Elvis, certains gentils et d'autres moins, ainsi que des courriers de « soldats esseulés ». Alors que les rumeurs infondées circulent autour d'une relation entre Elvis Presley et Nancy Sinatra, qui l'a accueilli à son retour en raison du show prévu avec son père Frank Sinatra, Elvis retrouve celle qui fut sa petite amie officielle avant et après son séjour en Allemagne : Anita Wood. Priscilla craint que sa relation avec Elvis soit sans lendemain, mais continue à lui envoyer des photos d'elle prises par Currie Grant.

### Début de sa relation avec Elvis
De retour à Graceland, Elvis et Priscilla resteront en contact par téléphone et par courrier. À l'été 1962, les parents de Priscilla l'autorisent à passer deux semaines de vacances aux États-Unis à condition qu'Elvis paye un aller-retour en première classe et fasse en sorte qu'elle soit accompagnée à tout moment, et qu'elle écrive à la maison tous les jours. Elvis accepte toutes ces demandes. Priscilla s'envole pour Los Angeles. Elvis lui propose de découvrir Las Vegas. Pour tromper ses parents, Priscilla décidera de pré-écrire une carte postale pour chaque jour où elle leur désobéira. Un membre du personnel d'Elvis veillera à l'envoi du courrier[réf. nécessaire].
Après une autre visite à Noël 1962, les parents de Priscilla la laissent finalement déménager à Memphis, dans le Tennessee, en mars 1963. Une partie de l'accord prévoit qu'elle fréquentera une école catholique réservée aux filles, l'Immaculée Conception High School à Memphis, et habitera avec le père d’Elvis et sa belle-mère dans une maison séparée à quelques rues de Graceland, sur la promenade Hermitage 3650, jusqu’à ce qu'elle obtienne son diplôme de lycée le 29 mai 1963. Cependant, selon sa propre autobiographie de 1985, Elvis and Me, elle déplacera progressivement ses biens à Graceland et y occupera une chambre lorsque Elvis, n'ayant pas observé son manège, le lui proposera à une date inconnue. [réf. nécessaire].
À l'été 1963, Priscilla se rendra à Hollywood pour rejoindre Elvis sur le tournage de Viva Las Vegas. Pendant le tournage de Viva Las Vegas, Elvis se rapproche de sa co-vedette Ann-Margret. Lorsque Priscilla a connaissance des rumeurs qui circulent dans la presse, elle évoque ce sujet avec Elvis. Il lui répond qu'il a besoin d'une épouse qui puisse se montrer compréhensive par rapport à ce genre de situation et lui demande si elle pense être capable d'être ce type d'épouse. Elle répond par l'affirmative. Avec son humour habituel, Elvis précisera à la presse qu'il a noué des relations intimes avec toutes ses co-stars, sauf une. Les journaux continuent à présenter régulièrement Priscilla comme sa petite amie principale[réf. nécessaire].

### Mariage et naissance de Lisa Marie

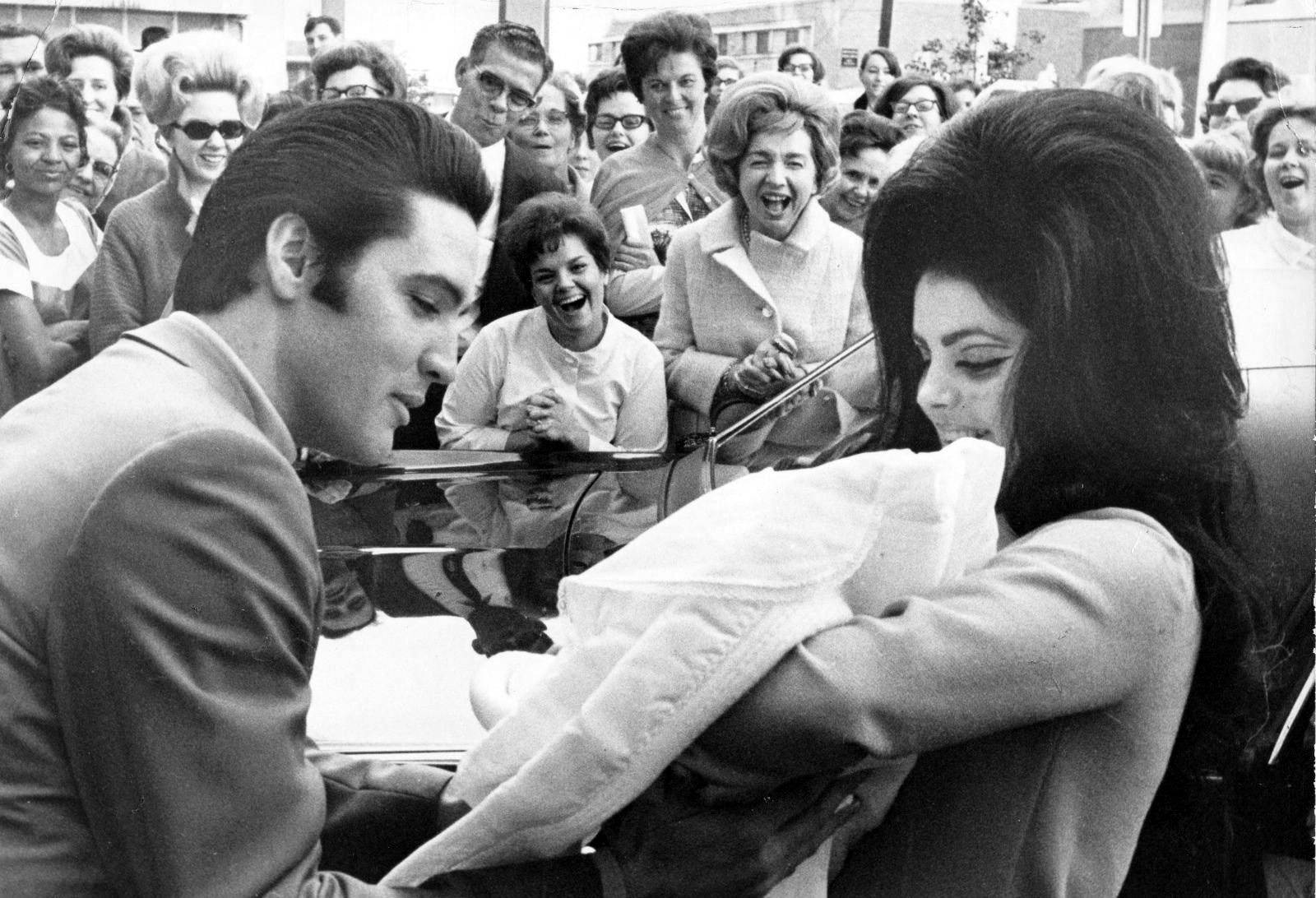
Elvis et Priscilla Presley présentant Lisa Marie à des fans du chanteur.

Durant toute l'année 1966, les rumeurs d'un mariage qui aurait eu lieu en secret vont bon train mais c'est seulement peu avant Noël 66 qu'Elvis offre une bague de fiançaille à Priscilla. Le 1er mai 1967, ils se marient à l'hôtel Aladdin de Las Vegas. N'ayant pu faire participer l'ensemble de sa famille et de ses amis, Elvis veillera à réorganiser le 29 mai 1967 une deuxième cérémonie de mariage qui aura plus logiquement lieu dans son cher Graceland, Memphis. [réf. nécessaire].
Malgré les demandes répétées de Priscilla, Elvis aura refusé toute relation sexuelle avec Priscilla avant leur mariage. [réf. nécessaire].
Peu après leur lune de miel, Priscilla regrettera de découvrir qu'elle est tombée enceinte à l'occasion de celle-ci. Elvis, quant à lui, ressent la plus grande joie de son existence à la perspective de devenir père. [réf. nécessaire].
Peu après la naissance de Lisa Marie le 1er février 1968, Priscilla aura une brève liaison avec son professeur de danse. La presse se fait l'écho de mésententes grandissantes au sein du couple[réf. nécessaire].

### Divorce et fin des années avec Elvis

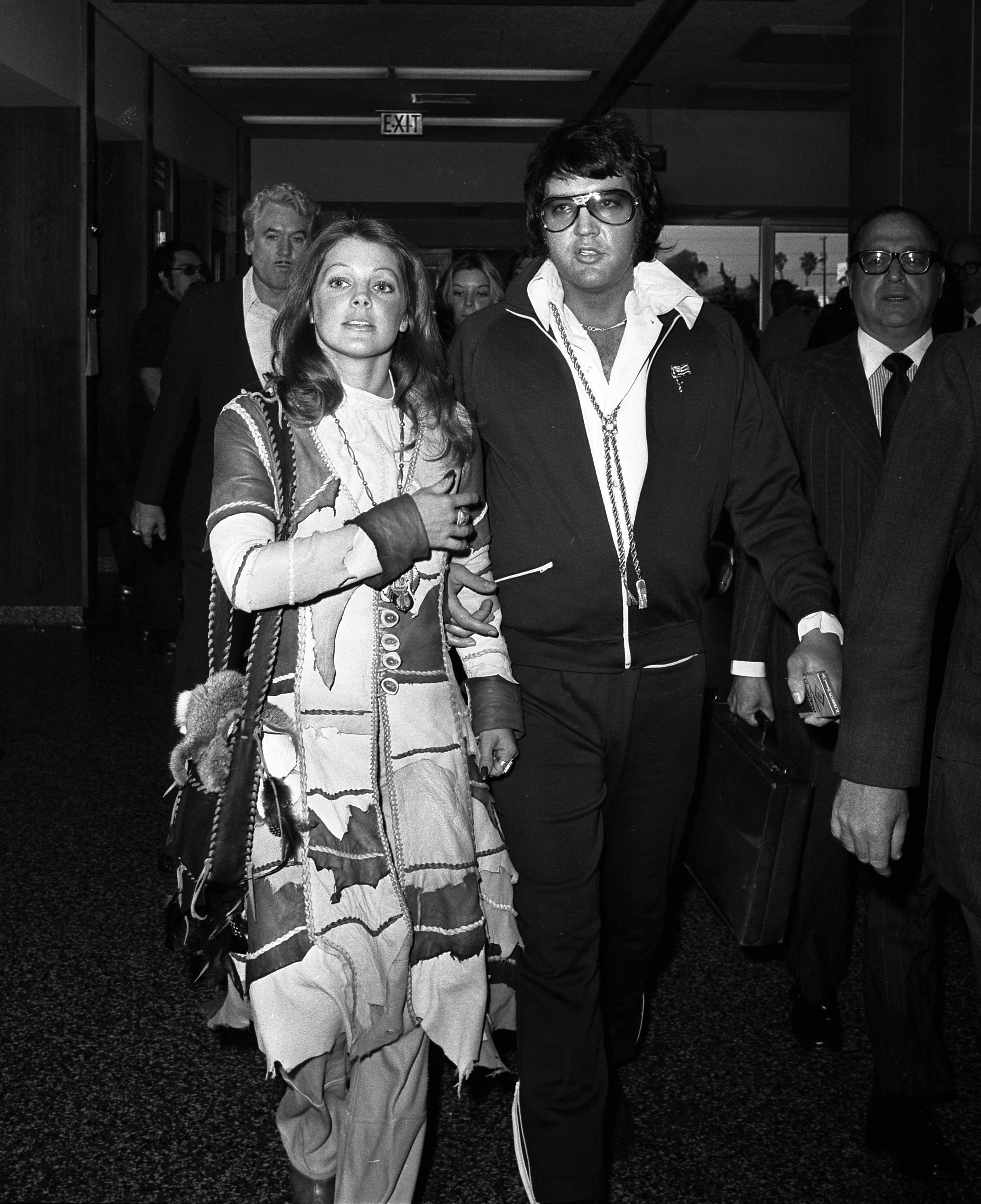
Elvis et Priscilla Presley quittant la salle d'audience à Santa Monica, en Californie, après la finalisation de leur divorce.

Après un Noël 1971 où les invités constateront que l'atmosphère est glaciale entre les deux époux, Priscilla quitte Graceland le 30 décembre 1971. Selon Mike Stone, leur liaison extra conjugale (lui-même vivant avec sa deuxième épouse à l'époque) a duré une année avant que Priscilla n'en informe Elvis. Toutefois, Elvis en avait été préalablement informé par l'intermédiaire de son avocat et de son détective privé[réf. nécessaire].
Le couple se sépare le 23 février 1972 et divorce le 9 octobre 1973. Afin d'éviter que Priscilla ait à communiquer son adresse personnelle dans les archives publiques et, partant, à risquer sa sécurité et celle de Lisa Marie, le 8 janvier 1973, Elvis fait une deuxième demande de divorce à l’occasion de son 38e anniversaire. Plus tard dans le mois, Elvis est surmené à la suite des menaces de mort dont il fait l'objet alors qu'il se produit à Vegas. Priscilla ayant menti à Elvis en prétendant que c'était Mike Stone (en), son amant, qui empêchait Lisa de rendre visite à son père à Vegas, Elvis est à cran et s'énerve à propos de l'ex-entraîneur de karaté personnel de Priscilla. Après deux autres jours de rage, Red West, un ami d’Elvis et son garde du corps, se renseignent pour organiser un meurtre commandité de Stone, mais ils renoncent quand Elvis déclare : « Ah bon Dieu, laissons-le pour l'instant. Peut-être que c'est un peu lourd. » Le divorce est finalisé le 9 octobre 1973 pour un montant de 1,5 million de dollars, Elvis ayant indiqué à son avocat qu'il souhaitait assurer le bonheur de son ex-femme en répondant à toutes ses exigences financières. Plusieurs membres de la « Memphis Mafia » reprochent à Priscilla de trop accaparer le nom « Presley » car, selon eux, elle agit comme si elle était la veuve d'Elvis, ce qui n'est pas le cas, en raison de leur divorce en 1973 qui stipulait qu'elle ne pouvait pas utiliser le nom Presley à des fins commerciales.
À la suite des problèmes rencontrés durant la procédure de divorce, Elvis veille à changer d'avocat et engage un spécialiste renommé dans la défense du droit des pères, Harry Fain. Priscilla préférera alors se mettre d'accord avec Elvis directement à propos du droit de visite qu'Elvis tenait à préserver pour rester aussi proche que possible de sa fille bien-aimée. Priscilla reçoit un versement en espèces de 725 000 $, ainsi qu'une pension alimentaire pour époux, une pension alimentaire pour enfants, 5 % des nouvelles maisons d'édition d'Elvis et la moitié du revenu tiré de la vente de leur maison à Beverly Hills. À l’origine, le couple s’est mis d’accord sur un règlement beaucoup moins important ; un paiement forfaitaire de 100 000 $, une pension alimentaire de 1 000 $ par mois et une pension alimentaire de 500 $ par mois (cela correspond au seul document de divorce circulant sur le net, induisant les internautes en erreur à propos du coût réel du divorce d'Elvis). Priscilla tenait à laisser croire que son mariage avec Elvis n'était pas une affaire d'argent. Peu de temps après, cependant, elle changera d'avocat et augmentera  ses exigences, soulignant qu'une star de la stature d'Elvis peut facilement se permettre de dépenser plus pour son ancienne femme et son enfant[réf. nécessaire].
Elvis veille à rester proche de son ex-femme qui est avant tout la mère de son enfant unique, ce qui signifie énormément pour Elvis. Les journaux préciseront que le divorce d'Elvis s'est conclu avec un accord à 1,5 million de dollars et un baiser ; ils quittent le palais de justice le jour de leur divorce main dans la main,.

### Autres années

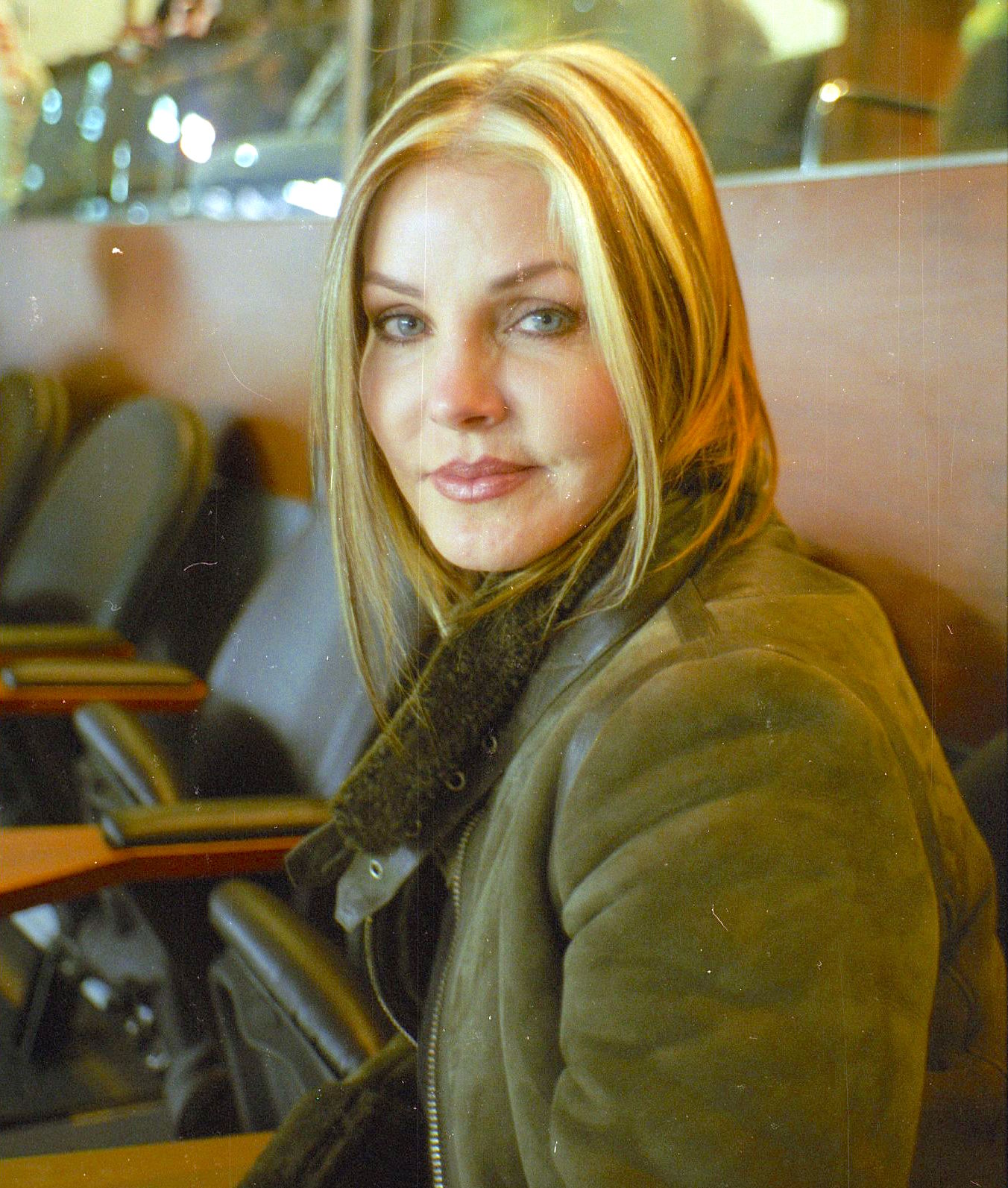
Priscilla Presley en 2003.

L'argent d'Elvis permet à son ex-femme d'ouvrir une boutique de vêtements avec Olivia Bis dont elle revendra ses parts quatre ans plus tard. Après un peu de mannequinat, elle commence une carrière d'actrice dans les années 1980, notamment dans la série télévisée Dallas pour le rôle de Jenna Wade. Au cinéma, elle joue notamment dans la trilogie comique Y a-t-il un flic... (The Naked Gun)[réf. nécessaire].
En 2008, elle participe à l'émission américaine Dancing with the Stars 6 aux côtés de Shannon Elizabeth, Marlee Matlin ou encore de Mario. Avec son partenaire Louis van Amstel, elle est éliminée lors de la semaine 5, soit à la moitié de l'aventure[réf. nécessaire].
Priscilla Presley ne s'est jamais remariée, mais elle a connu diverses relations, entre autres, de 1971 à 1975, avec Mike Stone (en), son entraîneur de karaté personnel, cette relation extra-conjugale ayant été la cause du divorce d'Elvis et de Priscilla. De 1978 à 1984, elle est en couple avec le comédien Michael Edwards (ce dernier écrira un livre en avouant être tombé amoureux et attiré sexuellement par Lisa Marie Presley quand elle avait 13 ans[réf. nécessaire]). Puis elle vit avec le scénariste Marco Garibaldi de 1984 à 2006 ; elle a avec lui un garçon, Navarone, né le 1er mars 1987 et qui devient ensuite chanteur et guitariste de rock. En 2007, elle fréquente Nigel Lythgoe, producteur anglais à la télévision américaine.
Deux ans après avoir donné naissance à son fils Navaronne, Priscilla Presley devient grand-mère à l'âge de 44 ans ; Lisa Marie Presley donne en effet naissance à Danielle Riley Keough, le 29 mai 1989[réf. nécessaire].
Elle est membre de l'église de Scientologie.
Le 12 janvier 2023, sa fille Lisa Marie décède d'un arrêt cardiaque à l'âge de 54 ans[réf. nécessaire].

## Filmographie

### Cinéma
- 1988 : Y a-t-il un flic pour sauver la reine ? (The Naked Gun: From the Files of Police Squad) : Jane Spencer
- 1990 : Les Aventures de Ford Fairlane (The Adventures of Ford Fairlane) : Colleen Sutton
- 1991 : Y a-t-il un flic pour sauver le président ? (The Naked Gun 2 and 1/2: the Smell of Fear) : Jane Spencer
- 1994 : Y a-t-il un flic pour sauver Hollywood ? (The Naked Gun 33 1/3: The Final Insult) : Jane Spencer-Drebin
- 2025 : Y a-t-il un flic pour sauver le monde ? (The Naked Gun) de Akiva Schaffer : Jane Spencer-Drebin

### Télévision
- 1983 : L'Homme qui tombe à pic (The Fall Guy) (série télévisée) : Sabrina Coldwell
- 1983 : Love Is Forever (Téléfilm) : Sandy Redford
- 1983-1988 : Dallas (série télévisée) : Jenna Wade
- 1993 : Les Contes de la crypte (Tales from the Crypt) (série télévisée) : Gina
- 1996 : Melrose Place (série télévisée) : Nurse Benson
- 1997 : Les Anges du bonheur (Touched by an Angel) (série télévisée) : Dr Meg Saulter
- 1998 : Einstein, le chien savant (Breakfast with Einstein) (Téléfilm) : Keelin
- 1999 : Spin City (série télévisée) : Tante Marie Paterno
- 1999 : Hayley Wagner, Star (Téléfilm) : Sue Wagner
- 2023 : Agent Elvis (série d'animation) : elle-même (voix)

## Dans les arts et la culture populaire
Priscilla Presley apparaît comme personnage dans plusieurs fictions audiovisuelles [réf. nécessaire]:
- 1979 : Le Roman d'Elvis (Elvis), téléfilm de John Carpenter, interprétée par Season Hubley
- 2005 : Elvis : Une étoile est née (Elvis), mini-série, interprétée par Antonia Bernath
- 2016 : Shangri-La Suite, film d'Eddie O'Keefe, interprétée par Ashley Greene
- 2022 : Elvis, film de Baz Luhrmann, interprétée par Olivia DeJonge
- 2023 : Priscilla, film américain réalisé par Sofia Coppola, jouée par Cailee Spaeny